# Киньоло-д’Изола
Киньоло-д’Изола (итал. Chignolo d'Isola) — коммуна в Италии, располагается в регионе Ломбардия, в провинции Бергамо.
Население составляет 3029 человек (2008), плотность населения составляет 564 чел./км². Занимает площадь 5 км². Почтовый индекс — 24040. Телефонный код — 035.
Покровителями коммуны почитаются святые апостолы Пётр и Павел, празднование 29 июня.

## Демография
Динамика населения:

## Администрация коммуны
- Официальный сайт: http://www.comune.chignolodisola.bg.it/